# Mescit

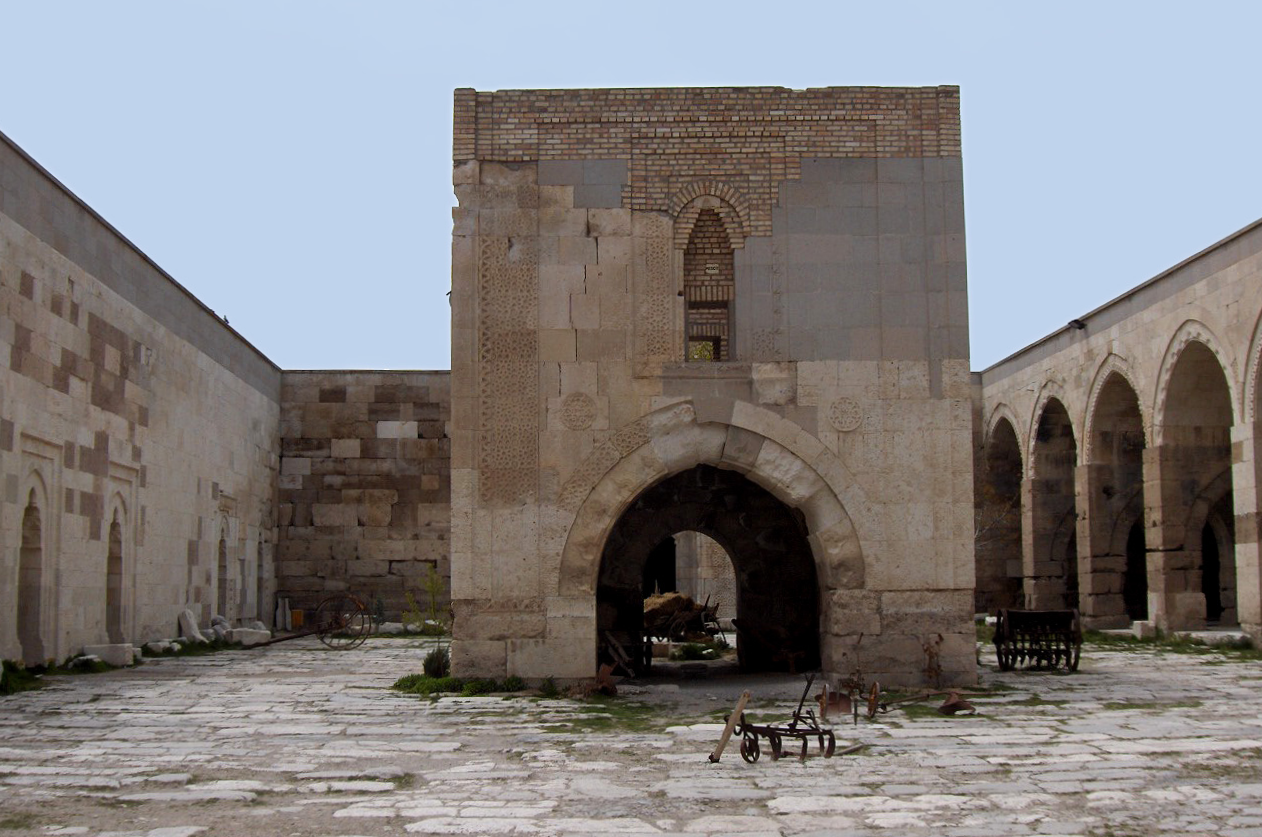
Kiosk-Mescit im Sultanhanı bei Aksaray

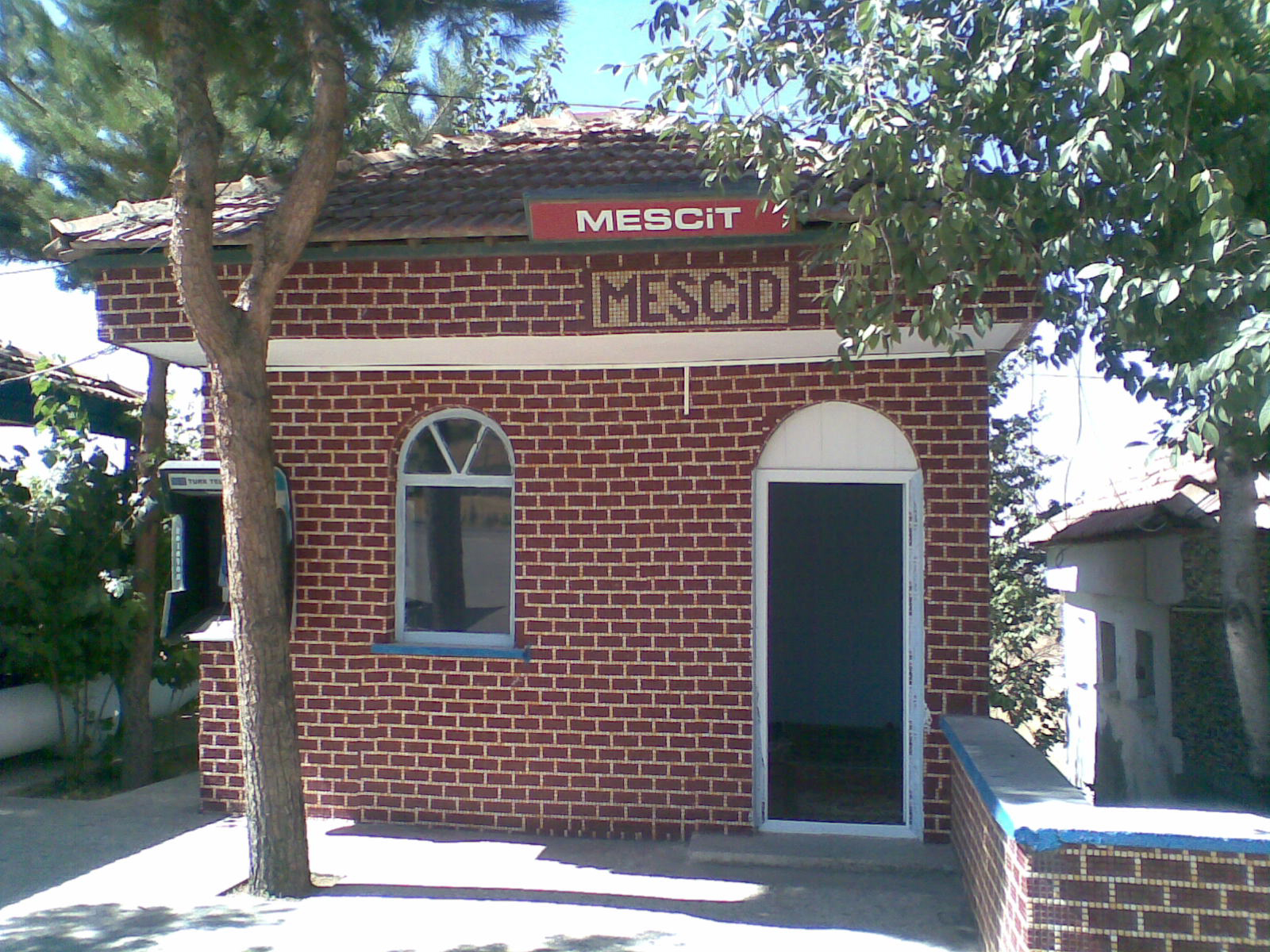
Mescit an einer Tankstelle bei Malatya

Als Mescit (auch Mescid) wird in der Türkei eine kleinere Moschee bezeichnet, die, im Unterschied zur Freitagsmoschee (Cami), nicht für das Freitagsgebet bestimmt ist und deshalb keine Predigerkanzel (minber), aber eine Gebetsnische (mihrab) enthält.
Das Wort Mescit stammt vom arabischen masdschid / مسجد, das über das spanische mezquita die Wurzel für das deutsche Moschee und die englischen und französischen Entsprechungen bildet.
Während das Wort im größten Teil des islamischen Raums die Moschee im Allgemeinen bezeichnet, steht es im Türkischen nur für kleinere Gebetshäuser in Wohngebieten, aber auch für Gebetsräume in Einkaufszentren, Flughäfen, an Tankstellen oder auf Busbahnhöfen. Bekannt sind auch zum Teil reich geschmückte Mescits in seldschukischen Karawansereien, teils in Kioskform (köşk mescit) freistehend, teils ins Gebäude eingebaut.